# Шило, Максим Александрович
Максим Александрович Шило (бел. Максім Аляксандравіч Шыла; род. 17 апреля 1993, Минск) — белорусский футболист, защитник клуба «Макслайн».

## Клубная карьера
В 2011 году он начал играть за клуб «Звезда-БГУ» во Второй лиге, где вскоре зарекомендовал себя в стартовом составе. С 2014 года выступал за клуб в Первой лиге.
В январе 2017 года поехал на просмотр в «Славию-Мозырь», где в дальнейшем подписал контракт. В составе мозырьского клуба стал одним из главных центральных защитников. В сентябре 2017 года сыграл за дубль, но позже вернулся в основной состав команды.
В январе 2018 года он стал игроком дебютанта Высшей лиги - клуба «Смолевичи», а в августе того же года перешел в «Луч».
В начале 2019 года в связи с переездом «Луча» в Могилев и слиянием с местным «Днепром» он стал игроком объединенной команды, которая получила название «Днепр». Играл в основном в стартовом составе, но не смог спасти команду от вылета из Высшей лиги.
В январе 2020 года присоединился к кыргызскому клубу «Дордой», с которым дважды стал чемпионом страны.
19 января 2022 года присоединился к столичному белорусскому клубу «Минск». Дебютировал за клуб 18 марта 2022 года против минского «Динамо». В декабре 2022 года покинул клуб по истечении срока действия контракта.
В феврале 2023 года футболист находился на просмотре в «Островце». В марте 2023 года присоединился к «Макслайну».

## Достижения
- Чемпион Кыргызстана (2):  2020, 2021

### Статистика
| Сезон    | Дивизион | Клуб          | Страна                       | Матчи | Голы |
| -------- | -------- | ------------- | ---------------------------- | ----- | ---- |
| 2011     | Д3       | Звезда-БГУ    | Флаг Беларуси (1995—2012)    | 20    | 0    |
| 2012     | Д3       | Звезда-БГУ    | Флаг Беларуси                | 25    | 1    |
| 2013     | Д3       | Звезда-БГУ    | Флаг Беларуси                | 23    | 1    |
| 2014     | Д2       | Звезда-БГУ    | Флаг Беларуси                | 28    | 2    |
| 2015     | Д2       | Звезда-БГУ    | Флаг Беларуси                | 29    | 1    |
| 2016     | Д2       | Звезда-БГУ    | Флаг Беларуси                | 26    | 1    |
| 2017     | Д1       | Славия-Мозырь | Флаг Беларуси                | 20    | 0    |
| 2018 (1) | Д1       | Смолевичи     | Флаг Беларуси                | 15    | 0    |
| 2018 (2) | Д1       | Луч           | Флаг Беларуси                | 12    | 0    |
| 2019     | Д1       | Днепр         | Флаг Беларуси                | 26    | 0    |
| 2020     | Д1       | Дордой        | Флаг Кыргызстана (1992—2023) | 9     | 2    |
| 2021     | Д1       | Дордой        | Флаг Кыргызстана (1992—2023) | 17    | 0    |